# エアポート・レール・リンク
エアポート・レール・リンク （タイ語: รถไฟฟ้าเชื่อมท่าอากาศยานสุวรรณภูมิ、英語: Airport Rail Link, ARL）とは、タイ王国のスワンナプーム国際空港とバンコクの中心部を結ぶ、都市高速鉄道である。2010年8月23日に正式開業した。
2021年より民間企業へ運営移管が行われたことでAera 1 City Lineへの改称が進められているが、当記事では旧称時代に基づき記述する。
Lat Krabang駅では郊外路線との乗り換えがあり、平日朝のパヤータイ行き、夕方の空港行き列車は通勤通学客でかなり混雑する
2020年からの入国特別措置時は大幅に削減されていたが、2024年にはそれ以前と同様の運行ダイヤに戻っている。朝5:30から深夜0:00の間おおむね15分間隔運行で朝夕のラッシュ時は増発される。

## 概要
旧体制（2021年まで）
タイ国鉄（SRT）が路線設備を保有しているが、タイ国鉄自体による直営ではなく、傘下に別組織SRTET(英語:  SRT Electrified Train Company Limited)が設立され、そこが運営に当たった。
新体制（2021年10月25日 - ）
上下分離方式であることは従来と同様であるが、民間企業 Asia Era One社に運営が引き継がれた。
タイ国鉄東本線の敷地を利用し、路線距離は 28.6 km、8つの駅が設置された。登記上はタイ国鉄東本線（正式線名；クルンテープ=アランヤプラテート線）の副線としての扱いである。パヤータイ駅はバンコク・スカイトレイン（BTS)■スクムウィット線 に、マッカサン駅はバンコク・メトロ(MRT)■ブルーライン のペッチャブリー駅に、それぞれ接続する。
交流25 kV電源による架線集電方式で電化されており、軌間は1,435 mmである。
2007年8月に完成予定であったが大幅に遅れ（後述）、2010年8月23日に正式開業した。
ホームドアは、スワンナプーム駅のみ開業時から唯一設置されている。当初は他の7駅に対してもホームドアを設置予定であったが、後述の通り延伸計画があるため将来的な仕様の変更を考慮し断念、代わりに2018年10月までに1駅190万バーツというコストをかけて転落防止用ステンレス製ホーム柵が設置された。
ドンムアン空港 - パヤータイ間、スワンナプーム空港 - ウタパオ国際空港間の新線建設が計画されている。当初2023年開業予定と公表されていたが、2022年7月時点では2026年開通と報じられている。開通後はAERA 1 HIGH SPEEDとしてサービス提供開始予定。現在のCity Lineは同時にドンムアンまで延長運転が予定されている一方、ウタパオ方面については未定。

## 歴史

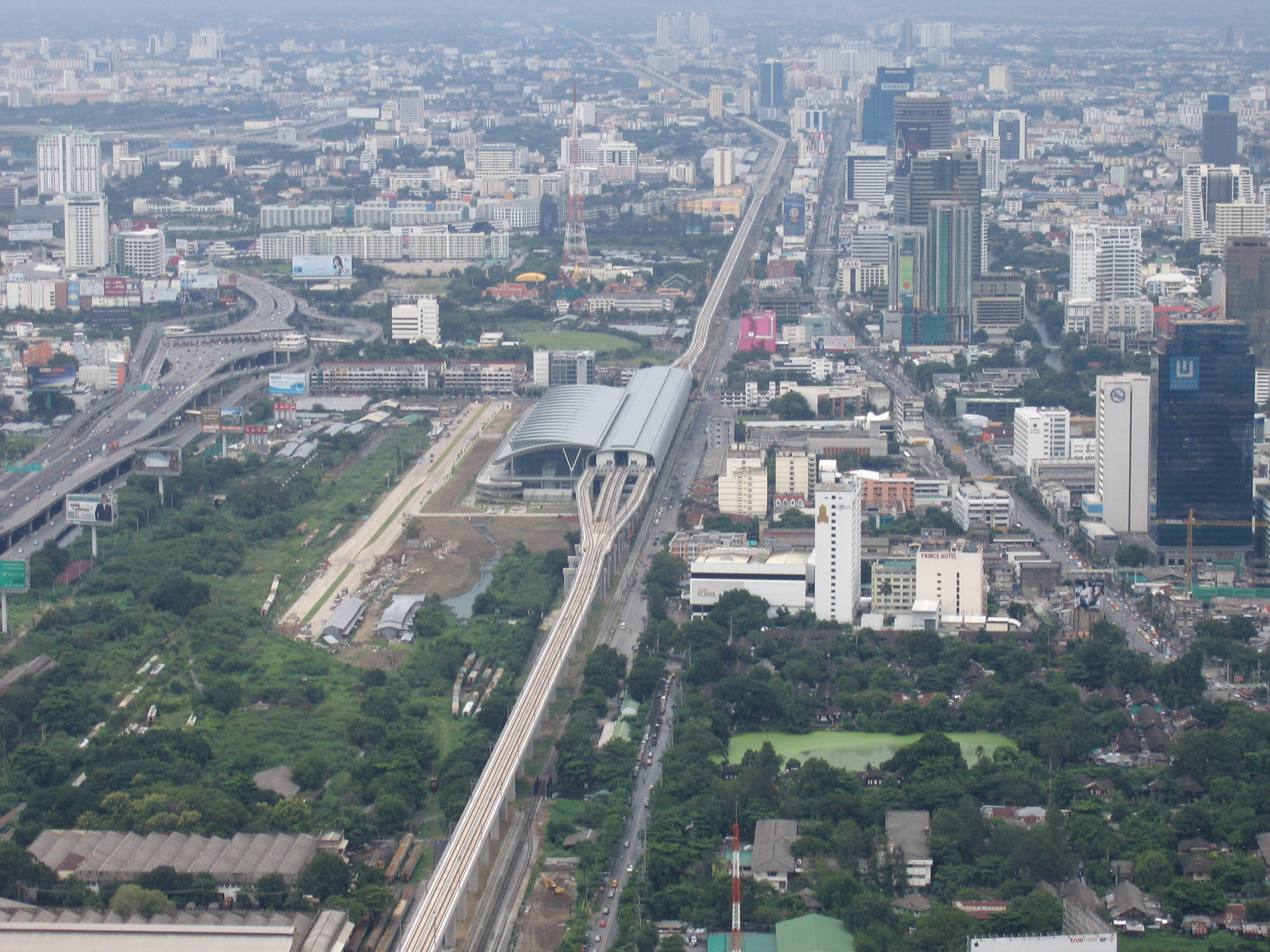
タイ国鉄マッカサン鉄道工場の東方に建設中の駅及びシティ・エアターミナル（2009年8月撮影）

- 2005年 1月20日 - 建設業者と契約締結[1]
- 2007年
  - 8月7日 - 契約上の土木工事完成期限[1]
  - 9月10日 - 初納入車がブレーマーハーフェン港より発送される[11]
- 2009年
  - 1月18日 - 試運転開始[12]
  - 10月7日-10日 - 公開試験運行
  - 12月5日-7日 - 公開試験運行（中断）
- 2010年
  - 6月1日 - 公開試験運行再開
  - 8月23日 - 暫定運賃により正式営業開始
- 2011年 1月4日 - 正規運賃徴収開始
- 2014年
  - 4月14日 - SA Express 減便（空港 - パヤータイ間　全運休）
  - 9月 - SA Express 全便運休、後に廃止
- 2021年 10月25日 - 50年契約でAsia Era One社に運営移管、系統名をAERA 1 CITYに改称[3]

## 運行形態
現在は、各駅停車であるAERA 1 CITY（旧称・SA City Line）のみの運行となっている。かつては、途中駅には停車しないノンストップの急行列車SA Expressも設定されていた。
2010年8月23日の開業時点では、SA Expressは100バーツ、SA City Lineは区間に関わらず15バーツ均一運賃とし、シティ・エアターミナルの稼動開始にあわせて正規運賃適用に移行して24時間運行にする計画であった。2011年1月4日から運賃については正規運賃適用に移行したが、運行時間帯については引き続き6時から24時までとなった。その後、利用客の増加（2018年8月には単月の利用客数が過去最高を記録）もあり、2018年2月より初発を5時30分とし、また平日5本・休日3本を増発した。

### AERA 1 CITY
前述の通り、開業時はSA City Lineと称した。空港駅からマッカサン駅を経由し、パヤータイ駅までを約30分で結ぶ各駅停車。車両は、車内がロングシートで車体に青色の帯が描かれた専用車両を使用していたが、SA Express運休後はExpress専用車両も間合い運用で使用された。なお、Expressが運転されていた当時は、フアマーク駅で待避を行っていた。
- 5時30分から24時まで運行、10 - 15分間隔 （2021年12月現在）[17]
- 運賃 15 - 45バーツ（隣駅との間は15バーツ。1駅延長毎に5バーツずつ加算される）

### SA Express （廃止）

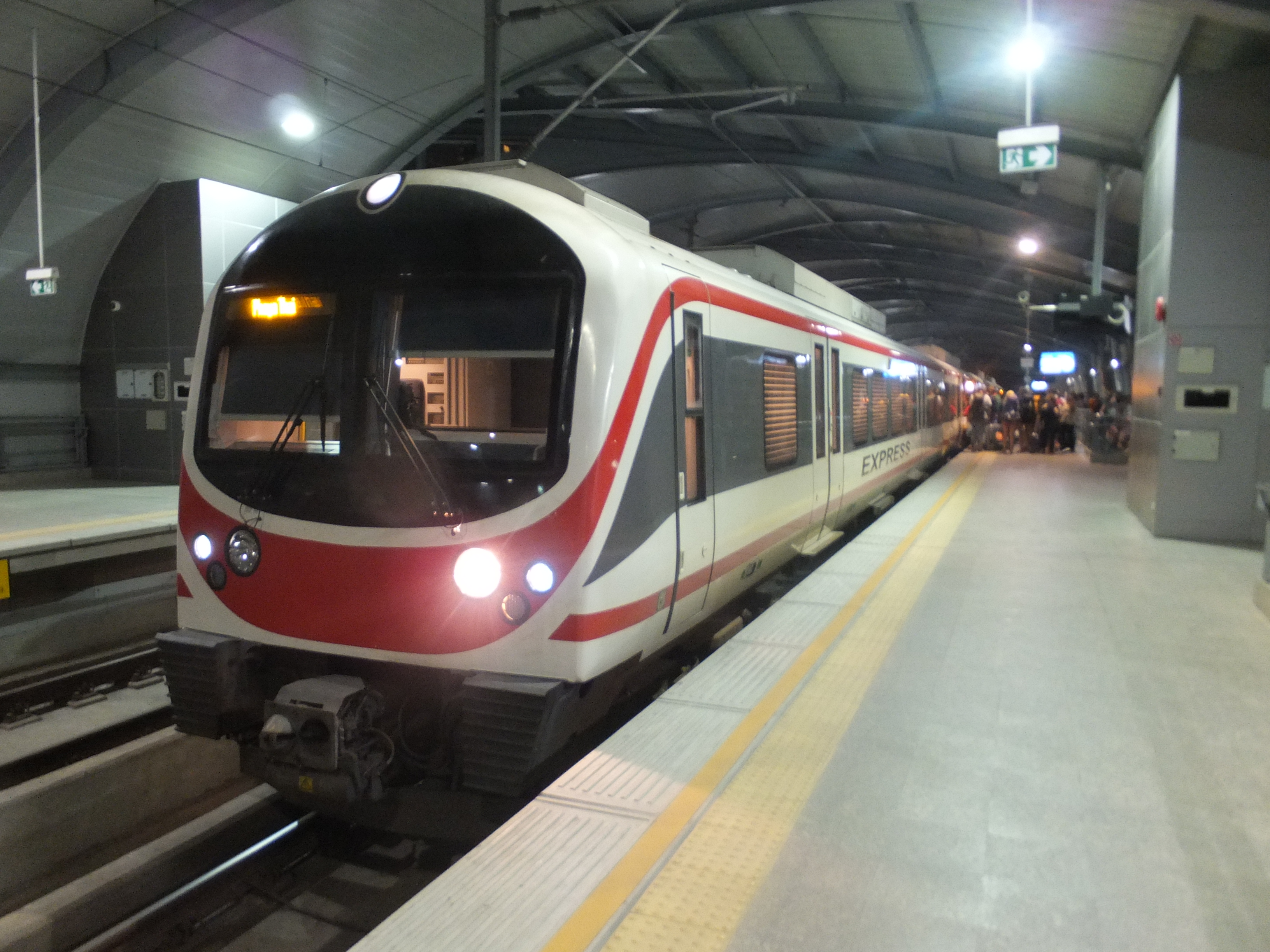
SA Express用車両（パヤータイ駅）

空港駅からマッカサン駅またはパヤータイ駅まで、それぞれをノンストップで結んだ急行列車。空港駅 - マッカサン駅間は約15分、空港駅 - パヤータイ駅間は約20分であった。なお、運賃はCity Lineとは別建てとなっていた。また、空港を利用する旅行客を想定していたこともあり、車内は固定式クロスシートとし、車体には赤色の帯が描かれた専用車両を使用した。このほか、空港駅ではCity Lineとホームが分離され、パヤータイ駅ではExpress利用客専用の待合スペースがあった。
2014年4月14日より、空港駅 - パヤータイ駅間列車が車両の整備の都合上運行休止となった。同年9月には、空港駅 - マッカサン駅間列車も同様に運行休止となった。当初、2015年に再開予定とされていたが、通勤・通学客の利用が増えたこともあり、結局再開されることなく廃止されることとなった。
以下は運休前の時点
- 5時30分から24時まで運行 基本12分間隔
- 運賃
  - 片道150バーツ
  - 2011年6月1日から12月31日までのプロモーション運賃（2012年末まで延長） 片道90バーツ、往復150バーツ（2週間有効）
- 最高速度 160 km/h

## 駅一覧
- 一部は■ライトレッドラインの延伸予定区間における乗換駅としても検討されているが、計画が流動的なため省略した。
- 備考欄の HIGH SPEED は、計画中の高速鉄道AERA 1 HIGH SPEED（前述）の停車予定駅を示す。

| 番号                       | 駅名                                      | 略称                       | タイ語 英語                                                          | 所在地                     | 所在地                                                         | 乗換え                                                                                    | 備考                                     |
| エアポート・レール・リンク | エアポート・レール・リンク                | エアポート・レール・リンク | エアポート・レール・リンク                                           | エアポート・レール・リンク | エアポート・レール・リンク                                     | エアポート・レール・リンク                                                                | エアポート・レール・リンク               |
| -------------------------- | ----------------------------------------- | -------------------------- | -------------------------------------------------------------------- | -------------------------- | -------------------------------------------------------------- | ----------------------------------------------------------------------------------------- | ---------------------------------------- |
| A1                         | スワンナプーム駅                          | SVB                        | สุวรรณภูมิ Suvarnabhumi                                                 | サムット プラーカーン県    | バーンプリー郡                                                 | （スワンナプーム国際空港）                                                                | (計画) HIGH SPEED                        |
| A2                         | ラートクラバン駅                          | LKB                        | ลาดกระบัง Lat Krabang                                                 | バンコク都                 | ラートクラバン区                                               | ■東本線（タイ国有鉄道）                                                                   |                                          |
| A3                         | バーンタップチャーン駅                    | BTC                        | บ้านทับช้าง Ban Thap Chang                                              | バンコク都                 | プラウェート区                                                 | ■東本線                                                                                   |                                          |
| A4                         | フアマーク駅                              | HUM                        | หัวหมาก Hua Mak                                                       | バンコク都                 | スワンルワン区                                                 | ■東本線 ■イエローライン(YL11)                                                             |                                          |
| A5                         | ラームカムヘーン駅                        | RKH                        | รามคำแหง Ramkhamhaeng                                                | バンコク都                 | スワンルワン区                                                 | ■東本線 スクムウィット71駅                                                                |                                          |
| A6                         | マッカサン駅 （シティ・エア・ターミナル） | MAS                        | มักกะสัน (สถานีรับส่งผู้โดยสาร อากาศยานในเมือง) Makkasan (City Air Terminal) | バンコク都                 | ラーチャ テーウィー区                                          | ■ブルーライン(BL21) ■東本線 アソーク駅                                                    | (計画) HIGH SPEED 東本線の同名駅と異なる |
| A7                         | ラーチャプラーロップ駅                    | RPR                        | ราชปรารภ Ratchaprarop                                                | バンコク都                 | ラーチャ テーウィー区                                          | ■東本線                                                                                   | ■オレンジライン(OR9)(工事中)             |
| A8                         | パヤータイ駅                              | PTH                        | พญาไท Phaya Thai                                                     | バンコク都                 | ラーチャ テーウィー区                                          | ■スクムウィット線(N2) ■東本線                                                             |                                          |
| 計画 2026年 以降           | クルンテープ・アピワット中央駅            |                            | กรุงเทพอภิวัฒน์ Krung Thep Aphiwat Central                               | バンコク都                 | チャトゥチャック区                                             | ■ブルーライン(BL11) タイ国有鉄道 各線 ■ダークレッドライン(RN01) ■ライトレッドライン(RE01) | (計画) HIGH SPEED                        |
| 計画 2026年 以降           | ドンムアン駅                              | ดอนเมือง Don Muang          | ドーンムアン区                                                       | バンコク都                 | （ドンムアン空港） ■北本線、東北本線 ■ダークレッドライン(RN06) | (計画) HIGH SPEED                                                                         |                                          |

## 車両

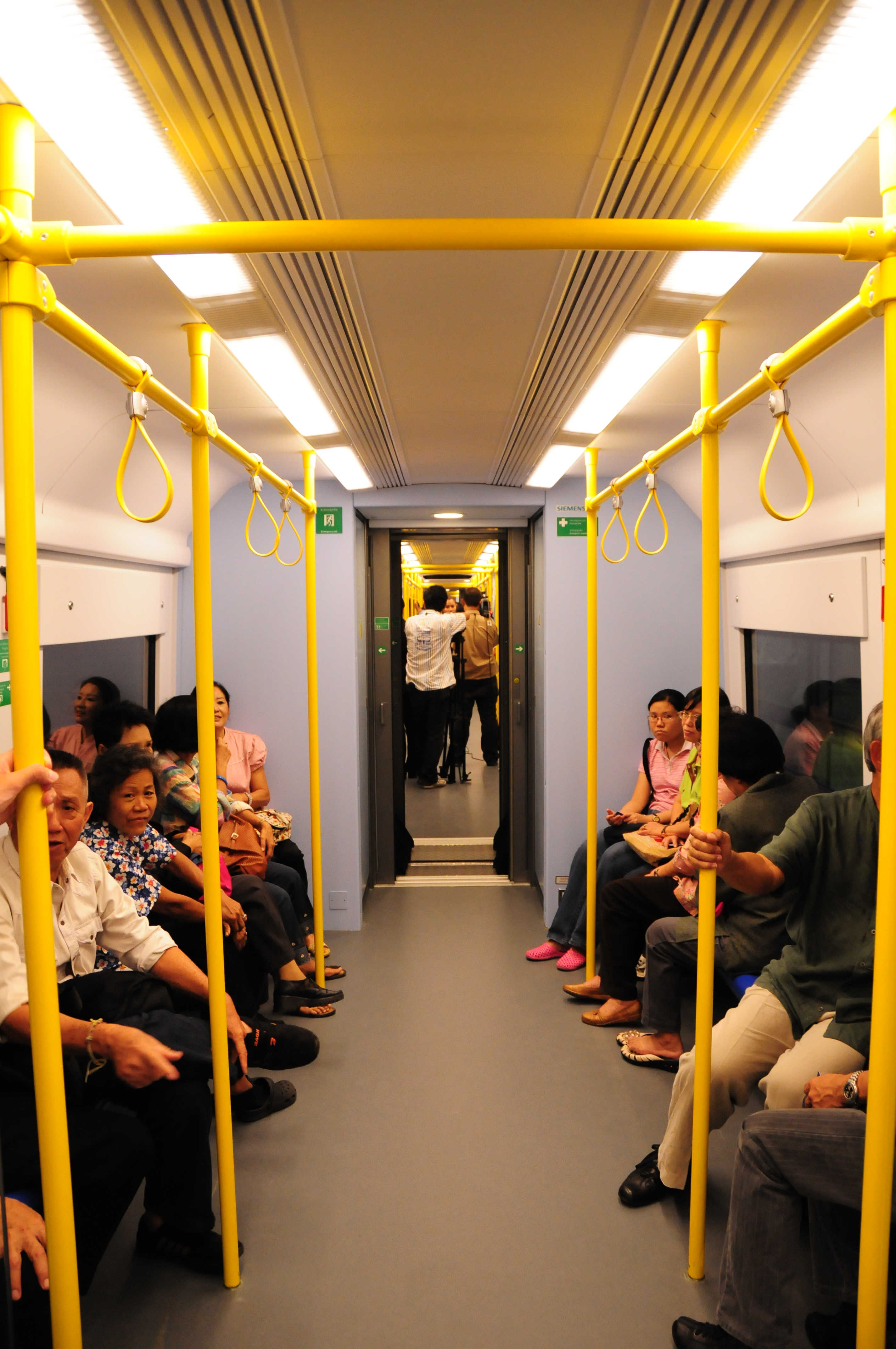
SA City Lineの車内

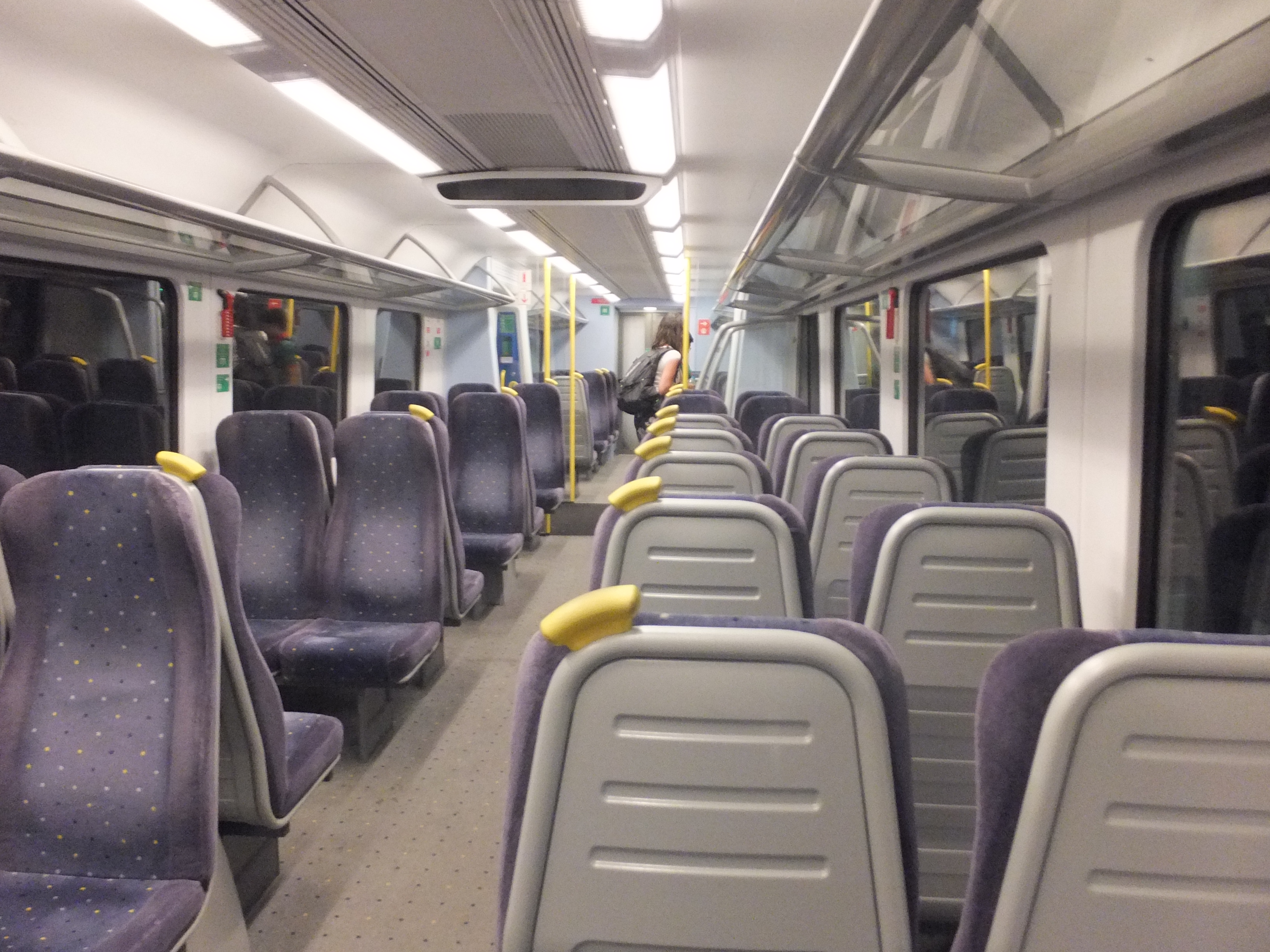
SA Expressの車内（クロスシート時代）

ドイツ・シーメンス社製の鉄道車両・デジロ（デジロUK）が導入されたことで、結果的にバンコク・スカイトレイン及びバンコク・メトロと同じメーカーが選定された。
Express向けに4編成、City Line向けに5編成が製造された。客用ドアはプラグドアが採用されている。また、車内にはドア脇にドア開閉ボタンが備えられている。Express向けの編成では、シティ・エア・ターミナルからの手荷物積載スペースを設けていた。
列車の運行には、進行方向の運転席に車掌が乗車し、ドアの開閉と自動運転のための出発操作を行う。
当初はExpressとCity Lineで運用が分けられていたが、今後はExpressを運行する見込みがなくなったため、Express用車両は全編成が2016年中にクロスシートからロングシートに改造され、City Line用編成と共通運用されることとなった。これにより元Express用であった編成は定員が340人から740人に増えた。

### 新車導入の動き
2013年12月、City Line向け新車を7編成増備するための予算が承認されていたが、実際の調達は進まず、2015年4月に入札実施と公表された。しかし結局、調達は実施されなかった。2017年12月、空港連絡鉄道構想に関連し、7編成の新規調達を（後に実施される）運営組織交代に間に合わせるよう政府側からあらためて指示されたものの
、結局増備されないまま新体制へ移行することとなった。
元SA Express用車両 シーメンス・デジロ Class 360/2
| 西側 （マッカサン側）                                                                                   | （スワンナプーム側） 東側 |  |
| |                           |  |
| 1012 - 1014 - 1013 - 1011 1022 - 1024 - 1023 - 1021 1032 - 1034 - 1033 - 1031 1042 - 1044 - 1043 - 1041 |                           |  |

SA City Line用車両 シーメンス・デジロ Class 360/2
| 西側 （パヤータイ側）                                                                          | （スワンナプーム側） 東側 |  |
|                                                                                                |                           |  |
| 2012 - 2013 - 2011 2022 - 2023 - 2021 2032 - 2033 - 2031 2042 - 2043 - 2041 2052 - 2053 - 2051 |                           |  |

## その他
開業時、マッカサン駅にはシティ・エアターミナルと呼ばれるチェックイン・カウンターが設置され、2011年1月4日からタイ国際航空及びバンコク・エアウェイズの便についてチェックインサービスの提供が開始されたが、2022年時点では閉鎖されている。

### 営業開始までの混乱
本来は2007年8月に完成予定であったが、高架支柱のひび割れなどにより遅れ、2009年12月5日に公開試験運行、翌年3月から正式営業の見込みに修正された。またそれに先立ち、マッカサン駅 - スワンナプーム駅間での公開試験運行が2009年10月7日から4日間に限り実施された。しかし、12月5日からの試験運行はわずか2日間のみで終了し、再び正式開業の目途が立たなくなった。
再延期の末、2010年6月1日よりスワンナプーム - パヤータイ間において、7時-10時、16時-19時に限り、公開試験運行を開始した。